# Hestra, Gislaveds kommun

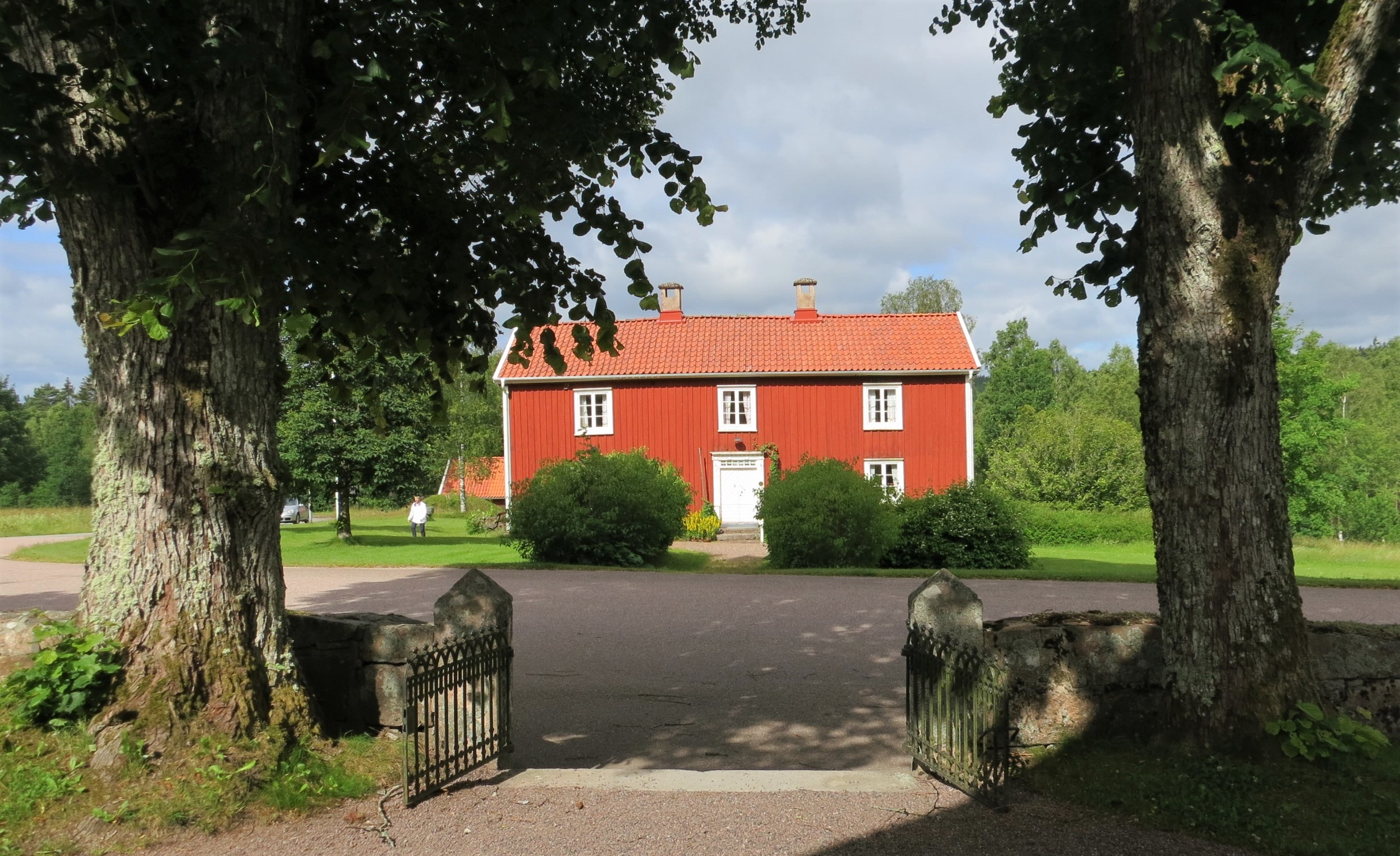
Norra Hestra gamla skola vid Norra Hestra kyrka

Hestra är en tätort i Norra Hestra distrikt i Gislaveds kommun i Jönköpings län, kyrkby i Norra Hestra socken i Småland.

## Befolkningsutveckling
| Befolkningsutvecklingen i Hestra 1960–2020              | Befolkningsutvecklingen i Hestra 1960–2020 | Befolkningsutvecklingen i Hestra 1960–2020 | Befolkningsutvecklingen i Hestra 1960–2020 | Befolkningsutvecklingen i Hestra 1960–2020 |
| ------------------------------------------------------- | ------------------------------------------ | ------------------------------------------ | ------------------------------------------ | ------------------------------------------ |
|                                                         |                                            |                                            |                                            |                                            |
| År                                                      |                                            |                                            | Folkmängd                                  | Areal (ha)                                 |
| 1950                                                    | 1950                                       |                                            | 470                                        | ##                                         |
| 1960                                                    | 1960                                       |                                            | 626                                        |                                            |
| 1965                                                    | 1965                                       |                                            | 780                                        |                                            |
| 1970                                                    | 1970                                       |                                            | 912                                        |                                            |
| 1975                                                    | 1975                                       |                                            | 1 171                                      |                                            |
| 1980                                                    | 1980                                       |                                            | 1 296                                      |                                            |
| 1990                                                    | 1990                                       |                                            | 1 437                                      | 160                                        |
| 1995                                                    | 1995                                       |                                            | 1 446                                      | 166                                        |
| 2000                                                    | 2000                                       |                                            | 1 437                                      | 168                                        |
| 2005                                                    | 2005                                       |                                            | 1 326                                      | 168                                        |
| 2010                                                    | 2010                                       |                                            | 1 306                                      | 187                                        |
| 2015                                                    | 2015                                       |                                            | 1 327                                      | 195                                        |
| 2018                                                    | 2018                                       |                                            | 1 374                                      | 195                                        |
| 2020                                                    | 2020                                       |                                            | 1 362                                      | 208                                        |
| Anm.: ## Som tätort/befolkningsagglomeration 1920–1950. |                                            |                                            |                                            |                                            |

## Samhället
I Hestra finns Norra Hestra kyrka, en timmerkyrka från 1750-talet. Klockstapeln är från 1600-talet. Nära kyrkan ligger Norra Hestra gamla skola.

## Kommunikationer
Borås–Alvesta Järnväg, BAJ, passerar Hestra och stod färdig för trafik 1902. År 1925 öppnades sidolinjen Hestra–Gislaved. Trafiken mellan Gislaved och Hestra lades ner 1962. Vid Hestra station mitt i samhället stannar nu "Kust till kust-tågen" Göteborg – Borås – Kalmar/Karlskrona

## Näringsliv
Hestra är en del av GGVV-regionen, med den så kallade Gnosjöandan, och är centrum för en rad stora företag som verkar nationellt och globalt, som Isaberg Rapid AB, Vida Hestra AB, Hestra Inredningar, Hestra-Handsken AB och Heab Hestra.

## Sport
Hestra ligger vid foten av berget och naturreservatet Isaberg med sina skidbackar och sitt välkända utsiktstorn.  Hestra/Isaberg är ett välkänt fritidsområde även sommartid, med golfbana (Isaberg GK), kanot- och stuguthyrning. 
Hestra Skid & Sportklubb (Hestra SSK) med 5 sektioner och cirka 700 medlemmar (år 2009) är den största föreningen i samhället. 